# Schamma Schahadat
Schamma Schahadat (* 6. September 1961 in Kiel) ist eine deutsche Literaturwissenschaftlerin und Slawistin.

## Leben
Schamma Schahadat studierte an der Universität zu Köln Russisch und Englisch und legte 1987 das Staatsexamen ab. Nach Auslandsaufenthalten in Moskau und San Francisco war sie seit 1991 an der Universität Konstanz tätig, wo sie 1994 bei Renate Lachmann über Intertextualität und Epochenpoetik in den Dramen Alexandr Bloks promoviert wurde und sich 2001 mit dem Thema „Das Leben zur Kunst machen. Lebenskunst in Russland vom 16. bis zum 20. Jahrhundert“ habilitierte. Seit Herbst 2005 ist sie ordentliche Professorin für slawische Literaturwissenschaft an der Universität Tübingen. Darüber hinaus war sie dort von 2006 bis 2011 Gleichstellungsbeauftragte. Seit 2017 ist sie Mitglied der Heidelberger Akademie der Wissenschaften.

## Veröffentlichungen (Auswahl)
- mit Konrad Klejsa, Margarete Wach (Hrsg.): Der Polnische Film. Von seinen Anfängen bis zur Gegenwart. Schüren, Marburg 2012, ISBN 978-3-89472-748-2.